# Ottorino Assolari
Ottorino Assolari CSF (* 30. Januar 1946 in Scanzorosciate) ist ein italienischer Ordensgeistlicher und emeritierter römisch-katholischer Bischof von Serrinha. 

## Leben
Ottorino Assolari trat der Ordensgemeinschaft der Kongregation der Heiligen Familie von Bergamo bei und empfing am 8. September 1973 die Priesterweihe. 
Papst Benedikt XVI. ernannte ihn am 21. September 2005 zum ersten Bischof des mit gleichem Datum errichteten Bistums Serrinha. Der Bischof von Campo Mourão, Mauro Aparecido dos Santos, spendete ihm am 25. November desselben Jahres in der Kathedrale von Campo Mourão die Bischofsweihe; Mitkonsekratoren waren Itamar Navildo Vian OFMCap, Erzbischof von Feira de Santana, und Ercílio Turco, Bischof von Osasco. Die Amtseinführung im Bistum Serrinha fand am 18. Dezember desselben Jahres statt. Als Wahlspruch wählte er Christi Crux in Cordibus Nostris. 
Am 3. Februar 2021 nahm Papst Franziskus das von Ottorino Assolari aus Altersgründen vorgebrachte Rücktrittsgesuch an.